# Toldalékmorféma
A toldalékmorféma vagy más néven affixum a morfémák másik típusa a tőmorféma mellett.
A toldalékmorféma a tőmorfémához járul. A toldalékmorfémának járulékos vagy viszonyjelentése van, míg a tőmorféma (nagyrészt) fogalmi jelentéssel bír. Nem lehet szabad morféma. A kötött morféma típusába tartozik, tehát önmagában nem állhat a mondatban, csak más testes morfémával együtt képes szóalakot létrehozni.

## A toldalékok osztályozása a tőhöz viszonyított helyzetük alapján
- prefixum: a tő előtt helyezkedik el, pl. leg-, legesleg-
- szuffixum: a tő után következik, pl. -ban, -ben
- infixum: beleékelődik a tőbe
- circumfixum: a tő ékelődik be a toldalékmorfémába
- transzfixum: átszövi az egész tövet

## Típusai
- Képző: Nem kötelező elem; új szót hoz létre; megváltoztathatja a szó szófaját; egy szóalakban lehetséges több képző is; utána következik a jel, majd a rag. Példák: hall-gat, hang-os, szerelm-es, szabad-ság, tehet-ség, vonz-ás, igaz-ság-os.
- Jel: Belső helyet foglal el; megtűr maga mellett más jeleket. Példák: szól-t, szép-ek, men-j, leg-jo-bb, János-é, olvas-na.
- Rag: A szó mondatbeli szerepét jelöli, jelentését nem változtatja meg. A szólakot zárja le, más toldalék általában nem követheti; csak egy lehet belőle. Példák: ház-hoz, szerep-ben, tárgy-at, veszély-től, kakadu-nál, fal-on.